# Том Хопер
Томас Едвард Хопер (енгл. Thomas Edward Hopper; Коулвил, 28. јануар 1985) британски је глумац. Познат је по улози Лутора Харгривса у суперхеројској серији Академија Амбрела (2019—данас).

## Детињство и младост
Рођен је 28. јануара 1985. у Коулвилу. Похађао је Средњу школу Њубриџ и Школу Ашби, где је развио интересовање за глуму. Уписао је драмски разред и глумио у продукцији мјузикла Повратак на забрањену планету. Студирао је глуму на Колеџу Роуз Бруфорд.

## Приватни живот
Године 2014. оженио се глумицом Лором Хигинс. Имају сина и ћерку.

## Филмографија

### Филм
| Година | Српски назив                 | Изворни назив | Улога           | Напомене |
| ------ | ---------------------------- | ------------- | --------------- | -------- |
| 2007.  |                              |               | рибар           |          |
| 2009.  | Освета из мртвих             |               | Маркус          |          |
| 2013.  |                              |               | Том             |          |
| 2014.  |                              |               | Асбјерн         |          |
| 2016.  |                              |               | Џејмс Хендерсон |          |
| 2018.  | Баш сам лепа                 |               | Грант Леклер    |          |
| 2019.  | Терминатор: Мрачна судбина   |               | Хадрел          |          |
| 2021.  |                              |               | Деклан          |          |
| 2021.  | Телохранитељ мафијашеве жене |               | Магнусон        |          |
| 2021.  | Притајено зло: Почетак       |               | Алберт Вескер   |          |

### Телевизија
| Година     | Српски назив      | Изворни назив | Улога                         | Напомене                                                  |
| ---------- | ----------------- | ------------- | ----------------------------- | --------------------------------------------------------- |
| 2007.      |                   |               | Хју „Чуји” Мален              | епизода: „Шав”                                            |
| 2008.      |                   |               | Џош Мален                     | епизода: „Не покушавајте ово код куће”                    |
| 2008.      |                   |               | војник                        | 1. епизода                                                |
| 2010.      | Доктор Ху         |               | Џеф                           | епизода: „Једанаести час”                                 |
| 2010—2012. | Мерлин            |               | сер Персивал                  | гостујућа улога (3. сезона); споредна улога (4—5. сезона) |
| 2012.      |                   |               | Енди Стоквел                  | 2. епизоде                                                |
| 2014—2017. | Црна једра        |               | Вилијам „Били Боунс” Мендерли | главна улога                                              |
| 2016.      | Успон Варвара     |               | Арминије                      | епизода: „Побуна”                                         |
| 2017.      | Игра престола     |               | Дикон Тарли                   | 4 епизоде                                                 |
| 2019—данас | Академија Амбрела |               | Лутер Харгривс / Јединица     | главна улога                                              |
| 2020.      | Роботизовано пиле |               | Џон Ролф, Солид Снејк (глас)  | 1. епизода                                                |